# Galerie umění

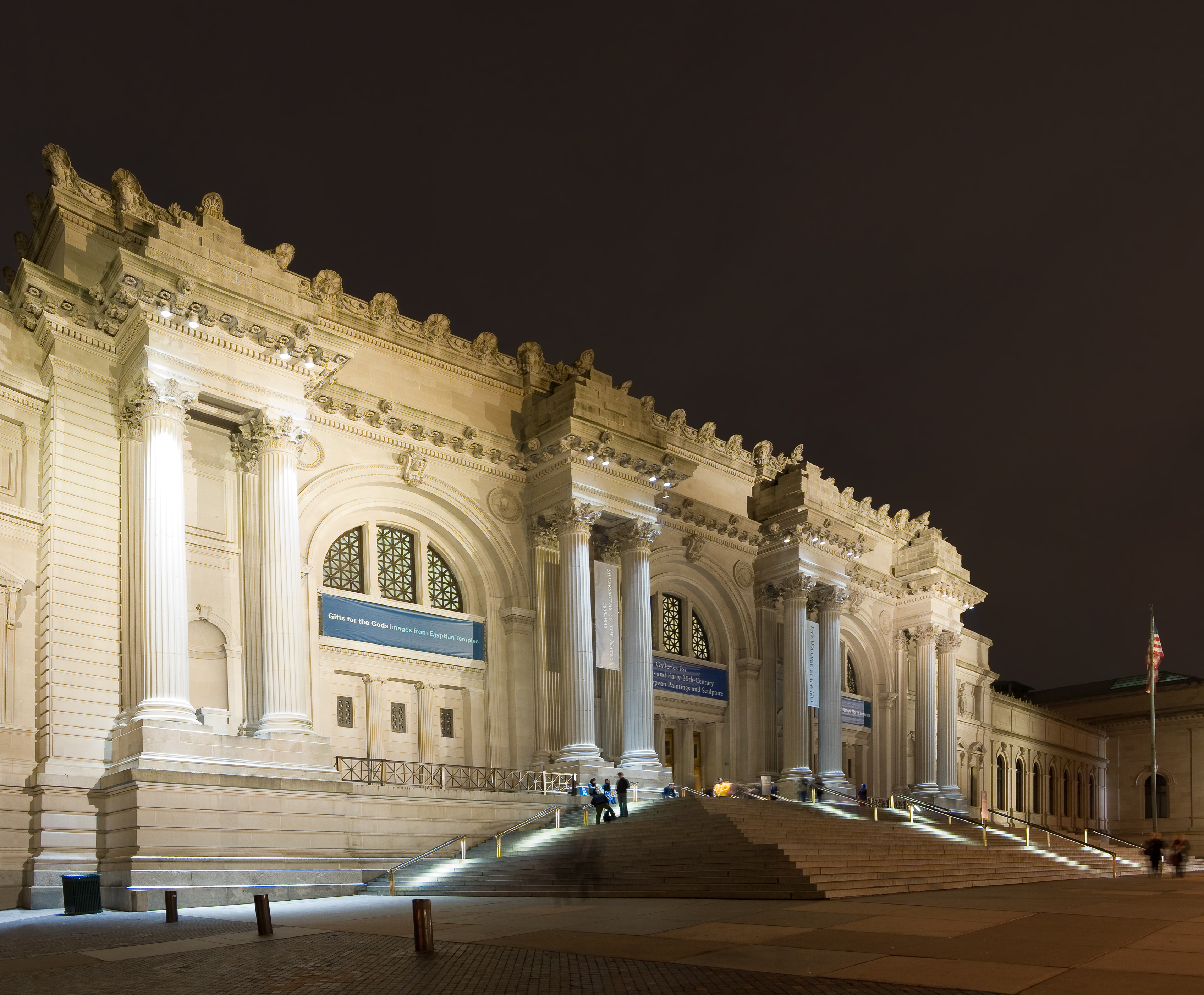
Metropolitní muzeum umění, New York

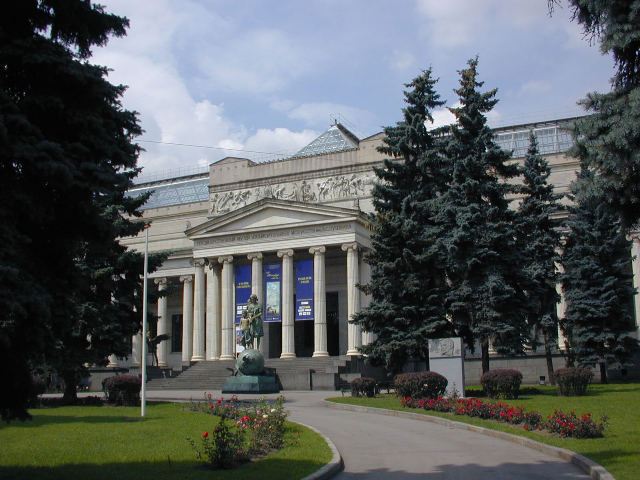
Puškinovo muzeum umění Moskva

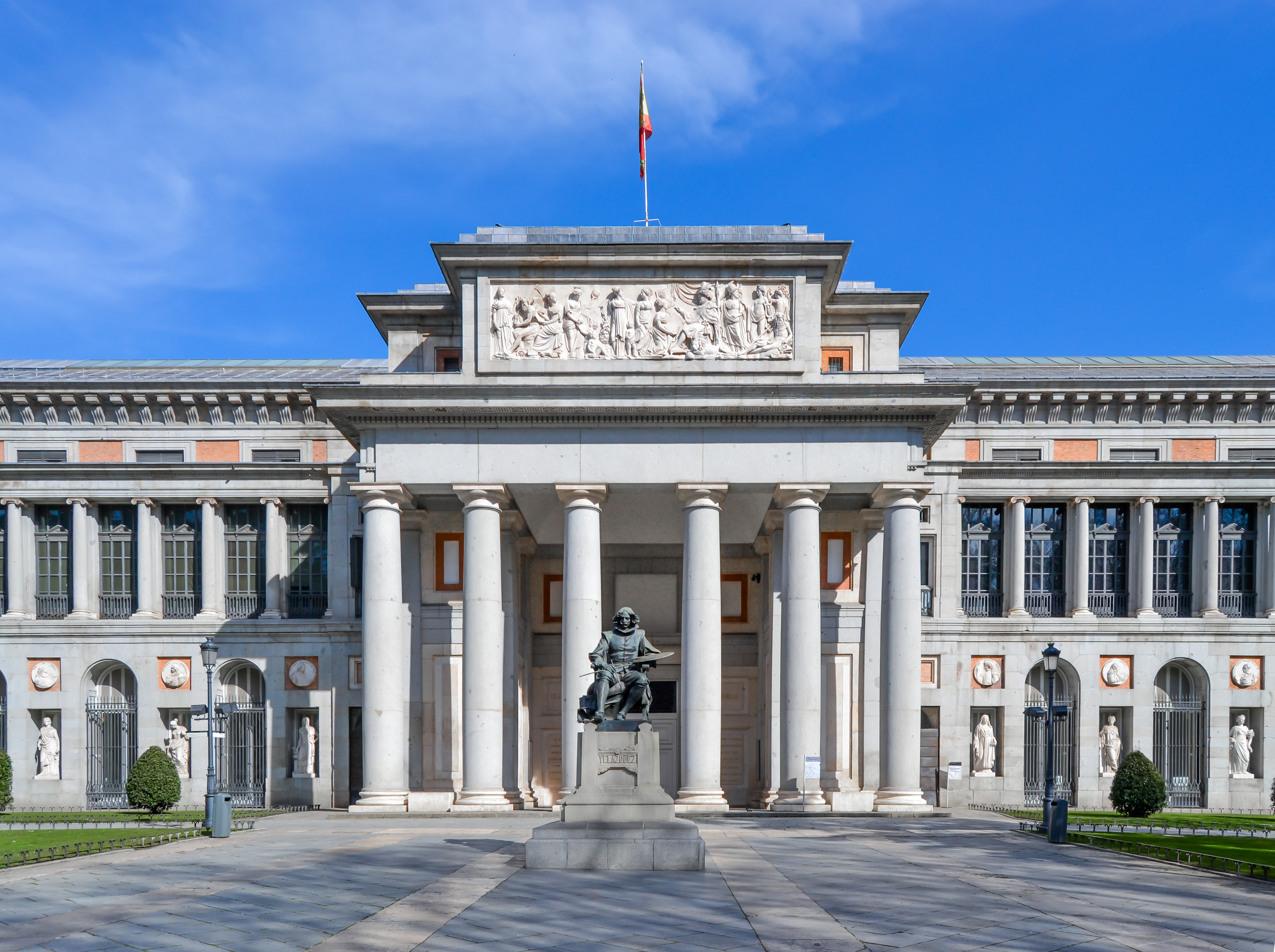
Museo del Prado, Madrid

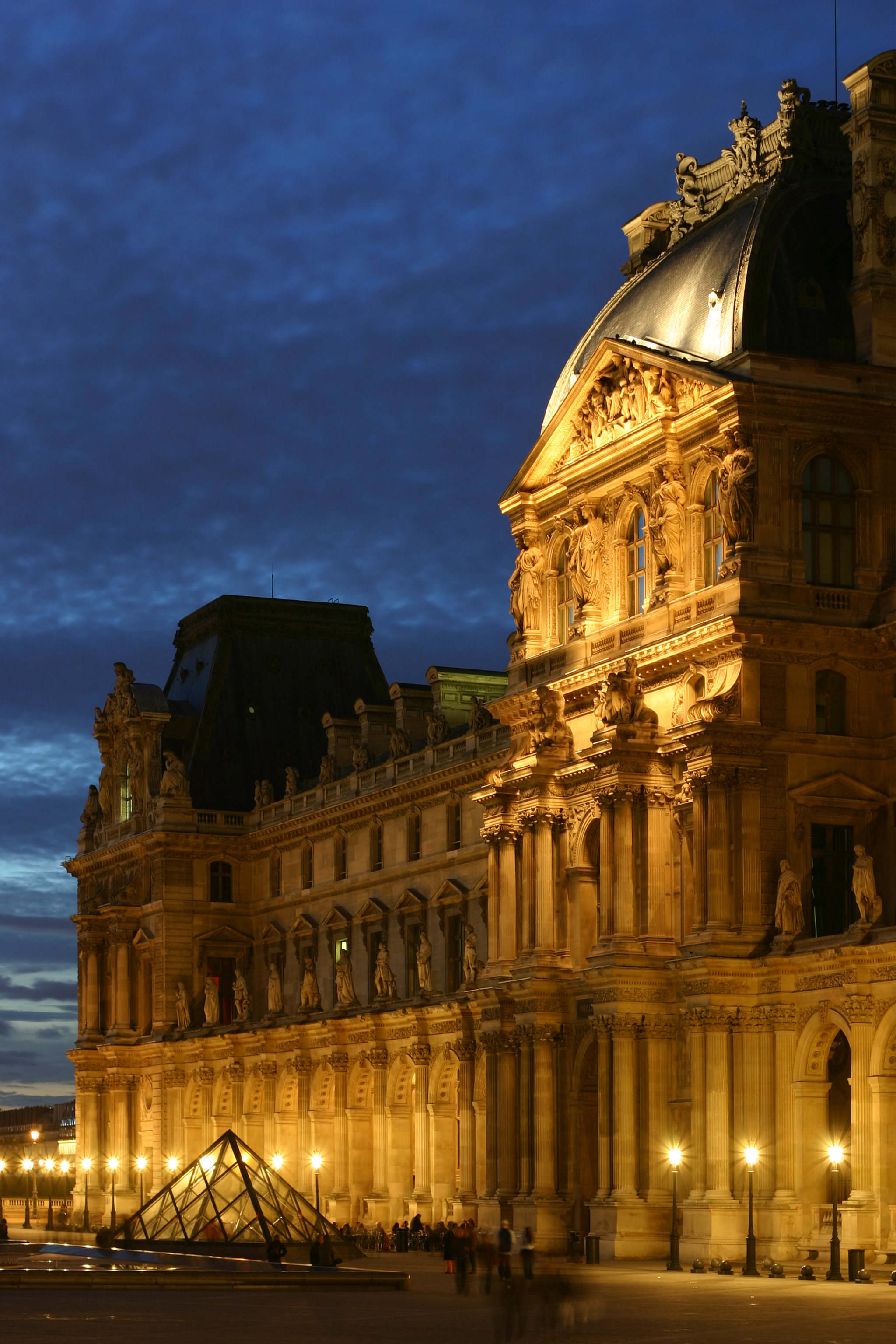
Louvre v Paříži

Galerie umění je obecné označení místa pro výstavy uměleckých děl, obvykle z oboru vizuální kultury Jde například o obrazy, sochy, fotografie, ilustrace, nová média a produkty užitého umění. Namísto termínu „galerie“ bývají užívány také další: např. „výstavní síň“ a „dům umění“, ve specificky vymezených případech pak „muzeum umění“ nebo „kunsthalle“.

## Poslání
V minulosti bylo poslání muzeí umění vymezeno především pozorností na umění samotné. Civilizační vývoj přiměl v 21. století společensky odpovědná muzea promyšleně užívat umění k podpoře nejen estetického a kreativního, ale celkového osobního růstu návštěvníků. Podporuje to i koncept tzv. kritických muzeí.

## Vytváření sbírek
Jde o vědeckou činnost zvanou „akviziční“, kterou vykonávají historici nebo teoretici umění podle dlouhodobě stanovené koncepce formulované v základních dokumentech instituce. Akviziční koncepce muzeí fungujících v rámci veřejných rozpočtů se liší od soukromých muzeí vyšší mírou společenské odpovědnosti. Ta se projevuje ve snaze dostatečně dokumentovat jednotlivé oblasti umění a vytvářet sbírku natolik komplexní, aby mohla co nejlépe sloužit potřebám veřejného vzdělávání.

## Z historie galerií

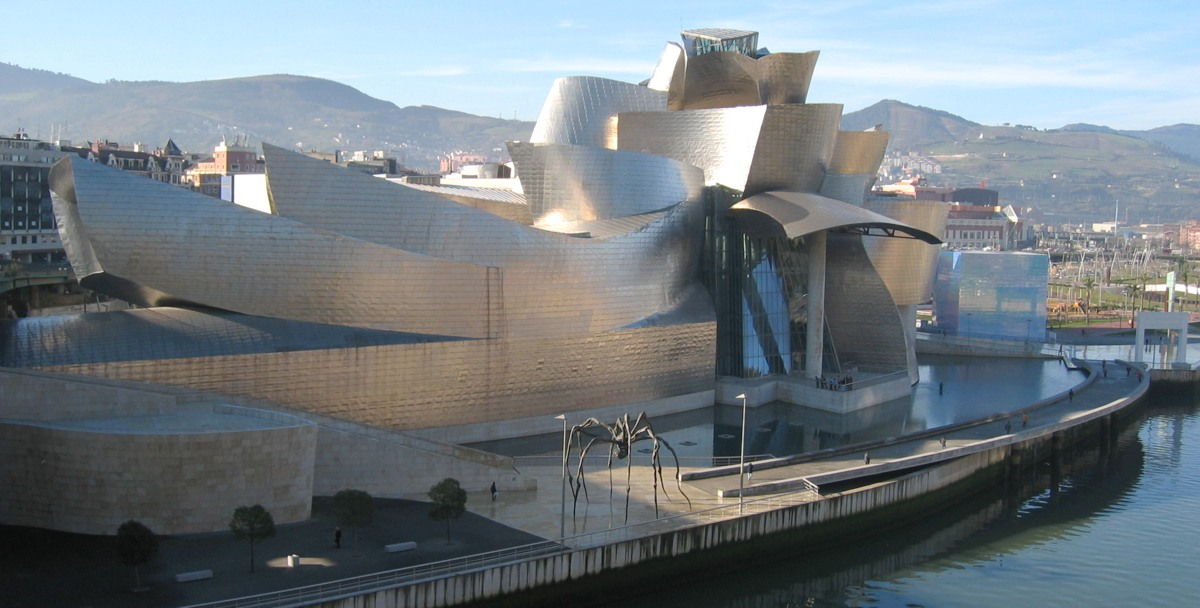
Guggenheimovo muzeum v Bilbau, Španělsko

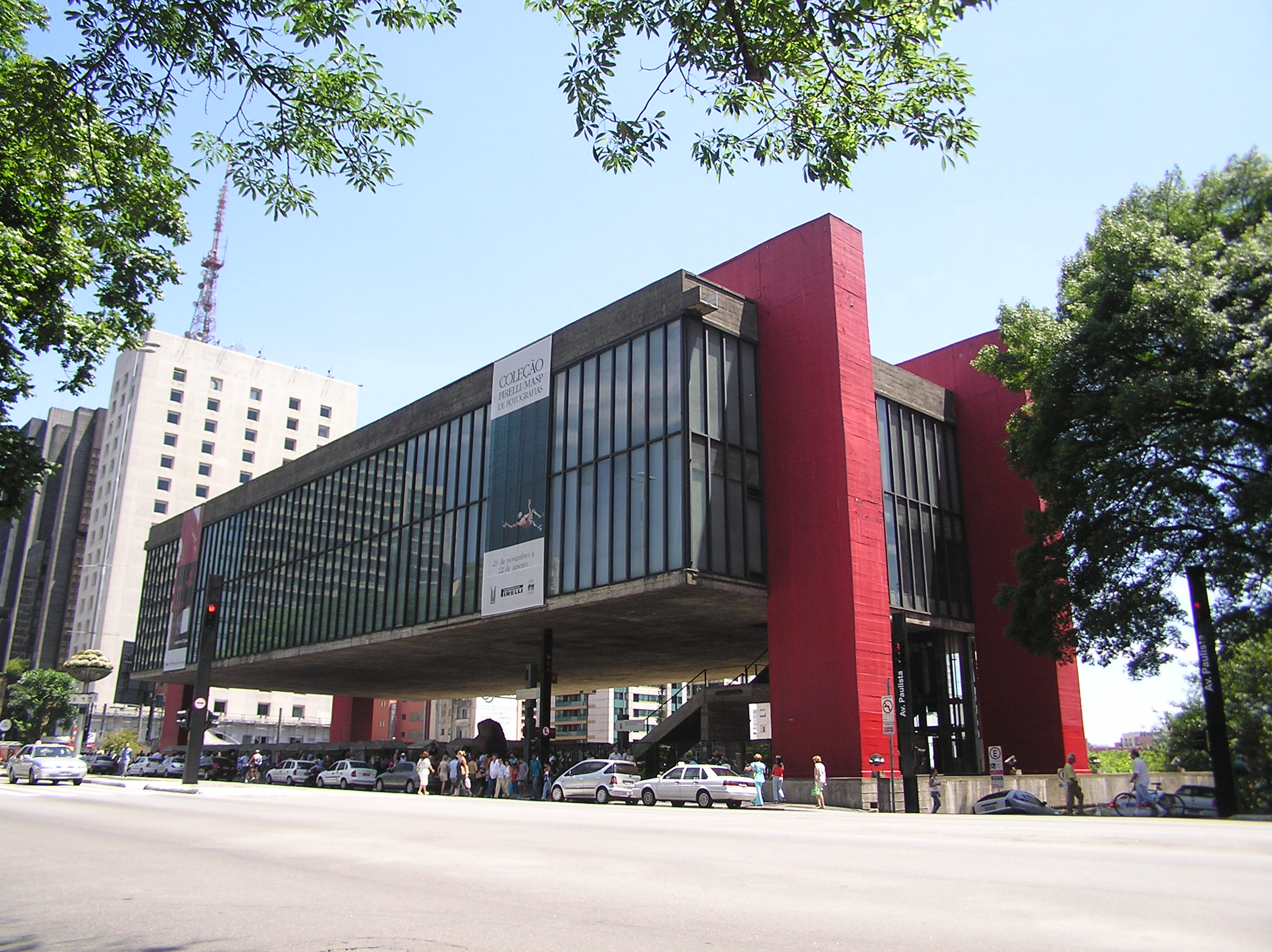
São Paulo Museum of Art, São Paulo, Brazil

Nejstarším způsobem je zpřístupnění, tedy vystavení samotné architektury, významného objektu včetně vnitřního zařízení. Tato praxe byla v Evropě zavedena již v období renesance. V období osvícenství se fenomén vystavování šířil především mezi majiteli objektů, kteří byli zároveň sběrateli umění a mecenáši. Mezi prvními architektonickými sbírkami umění svou galerii zpřístupnil sir John Soane ve své Dulwich Picture Gallery roku 1817. Dnes jde o mnohdy státem vlastněné historické objekty hradů, zámků, paláců či klášterů.

## Funkce stálých expozic
Zatímco v minulosti sloužily stálé expozice soukromých i veřejných muzeí umění jako reprezentační vizitky kvality sbírek, později začaly plnit vzdělávací funkce související nejen s poznáváním kvalit historie tvorby, ale především s celkovou hodnotovou orientací člověka ve společnosti a přírodním prostředí.

## Profesní etika
Muzea umění mají příležitost se řídit obecným mezinárodním muzejním kodexem (ICOM) a dále pak specializovaným kodexem českých muzeí umění.

## Profesní sdružení muzeí umění
Muzea umění se sdružují v obecném mezinárodním sdružení International Council of Museums (ICOM) a ve specializovaném tuzemském sdružení Rada galerií ČR.

## Typy galerií
Galerie včetně muzeí v současnosti čítají přes 55 tisíc evidovaných jednotek v nejméně 202 státech světa. a dají se rozdělit podle různých kritérií:
- podle majitele nebo zřizovatele: veřejné – státní, národní, regionální, místní; soukromé – dědičné rodové (hradní, zámecké, palácové)
- podle typu činnosti: muzea umění sbírky) nebo kunsthalle (nesbírkové) neziskové – nadační, komerční (prodejní, aukční), příležitostné výstavní síně typu Kunsthalle
- podle vztahu k ekonomice: neziskové – nadační, komerční (prodejní, aukční)
- podle zeměpisné příslušnosti (lokality, regionu, země, státu)
- podle periodicity přístupnosti veřejnosti: stálá, sezónní, příležitostná, výroční, privátní – nepřístupná
- podle složení sbírek: malířství, sochařství, umělecká řemesla, architektura, fotografie a nová média
- podle časové posloupnosti, či období vzniku sbírkových předmětů či objektů
- podle objektů, v nichž sídlí
- podle umístění a typu výstavního prostoru
- podle médií, jimiž jsou zprostředkovány. V posledních desetiletí převažují multimediální galerie a muzea, některé z nich mají své internetové weby (collections online), jiné jsou provozovány pouze jako internetová galerie (galerie on-line). Nejznámější a největší z nich je Web Gallery of Art.

## Typy výstavních prostorů galerie
Ke koncepčnímu postoji galerie patří volba užití typu výstavního prostoru:
- bílá krychle (ideální nezávislý prostor pro působení uměleckého díla)

- vyčištěný prostor industriálního původu (oblíbená možnost od poloviny 20. století směřující ke konfrontaci zejména soudobé tvorby s industriální historií)

- užití architektonického stylu budovy s potřebným přizpůsobením

- komplexní prezentace volného i užitého umění v dobově zařízeném interiéru (památkové objekty, např. zámky, rodné domy apod.)

- speciálně vytvořená architektura pro novostavbu galerie různých prostorových a barevných forem
- alternativní prostor nebo část budovy původně nebo jindy sloužící jinému účelu

## Otevřenost galerií veřejnosti
Koncem 20. století začala být zdůrazňována potřeba maximální otevřenosti galerií veřejnosti. Protože si ji některé instituce vykládaly příliš formálně, bylo po odborné diskusi v rámci profesních sdružení stanoveno Desatero kritérií otevřenosti:
- komunikace s laickou veřejností srozumitelnou hovorovou řečí
- bezplatná přístupnost
- otevírací hodiny především v běžné době pracovního volna veřejnosti
- snadná pěší přístupnost i fyzicky handicapovaným
- architektonické řešení umožňuje dílčí pohled z ulice do expozic
- dílčí pohled do expozic i dalších akcí prostřednictvím webu
- úzká spolupráce s místní komunitou na řešení jejích každodenních problémů
- galerie je specializovaným odborným kabinetem pro školy
- galerie umožňuje veřejnosti podílet se na jejím rozvoji
- informačně je galerie dostatečně vnímatelná v různých rovinách v celém regionu, kde působí

## Významné galerie umění

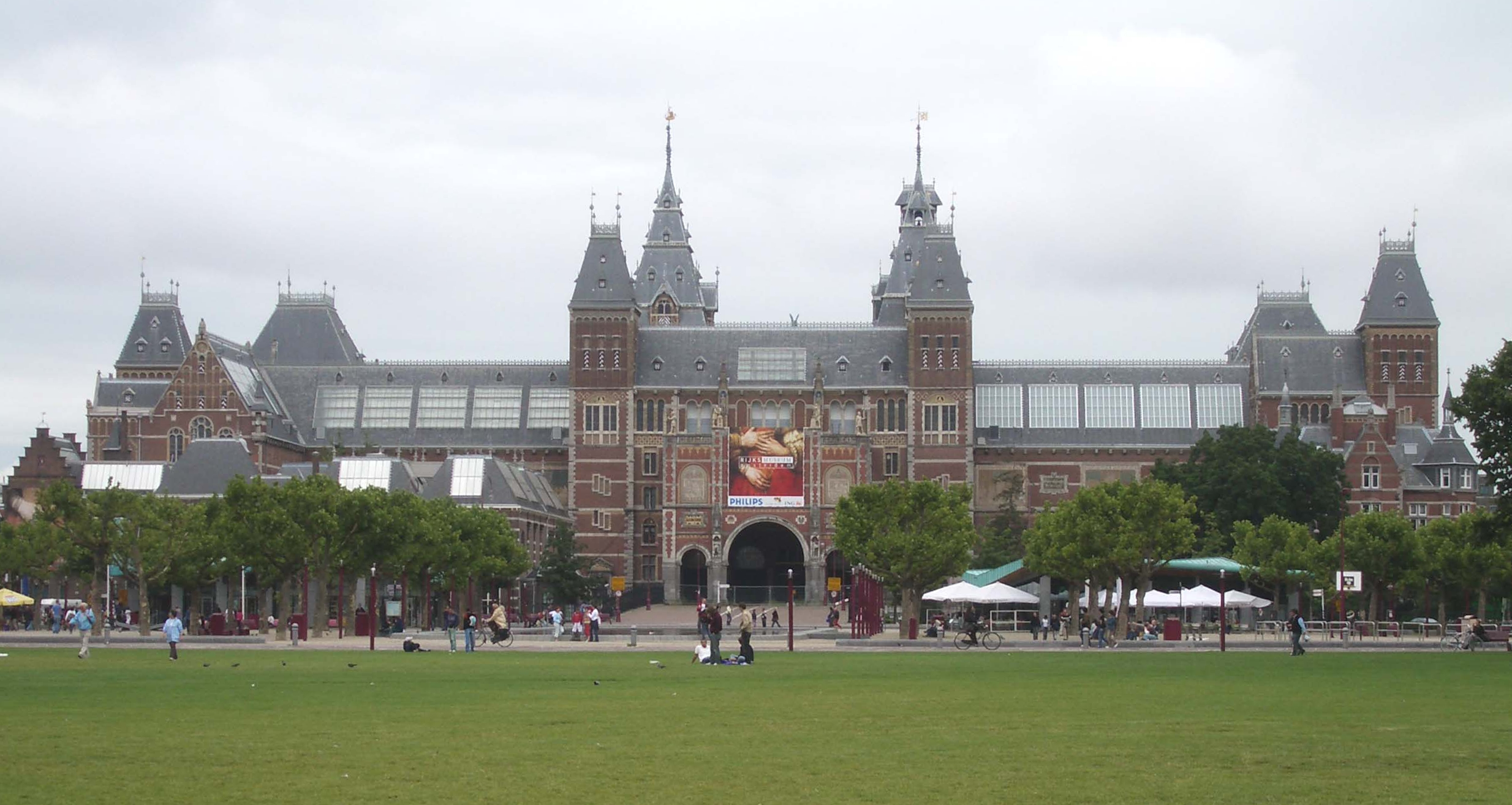
Rijksmuseum v Amsterdamu

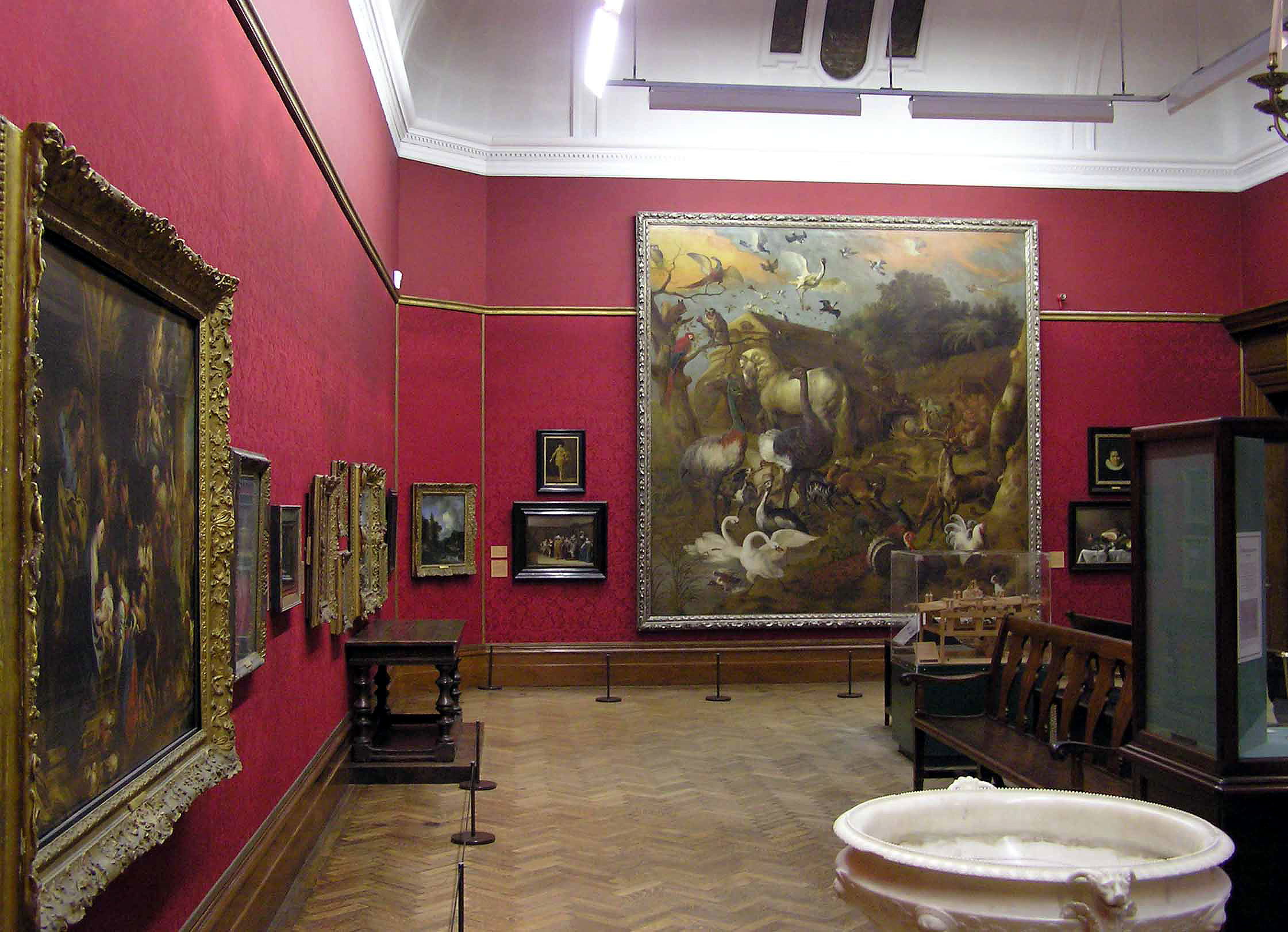
Interiéry Bristolského muzea umění v Bristolu, Anglie. Obraz z roku 1700 nizozemského malíře Jana Griffiera

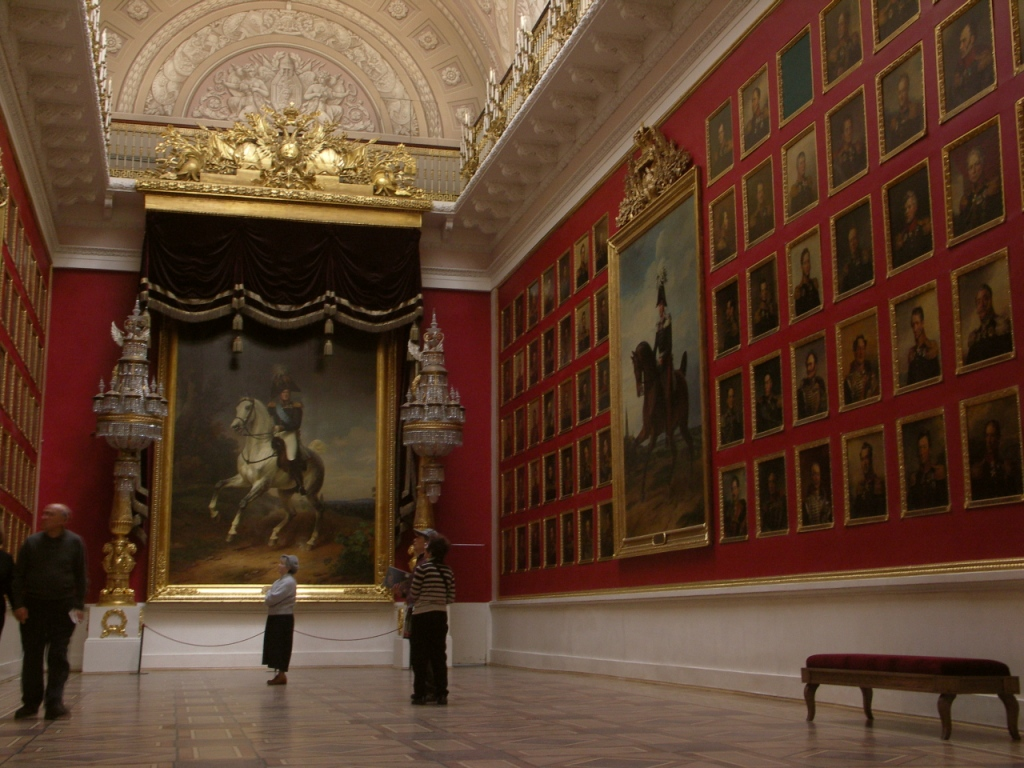
Interiéry Ermitáž v Peterburgu

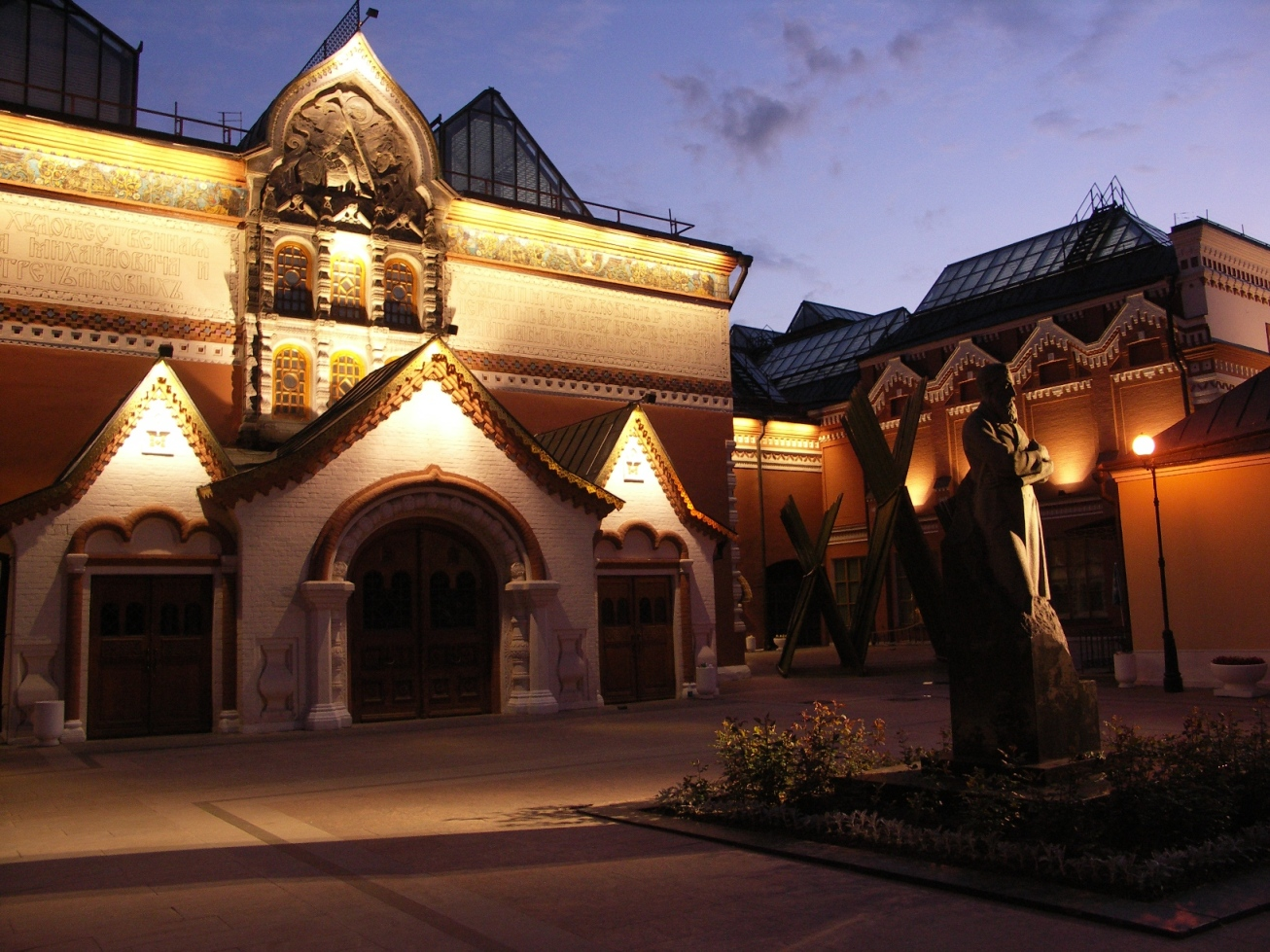
Moskevská Treťjakovská galerie v noci

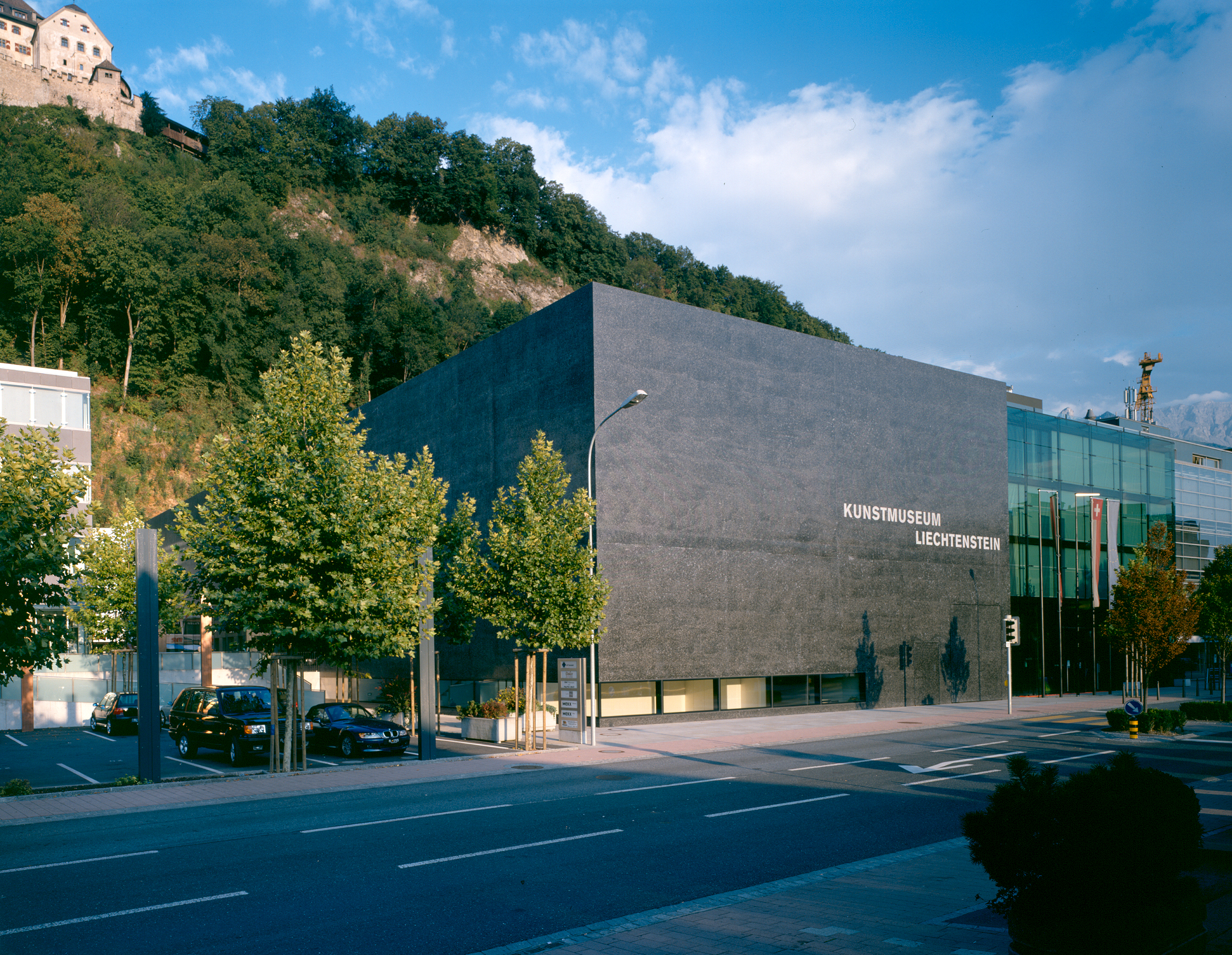
Kunstmuseum Liechtenstein, Lichtenštejnsko, Vaduz

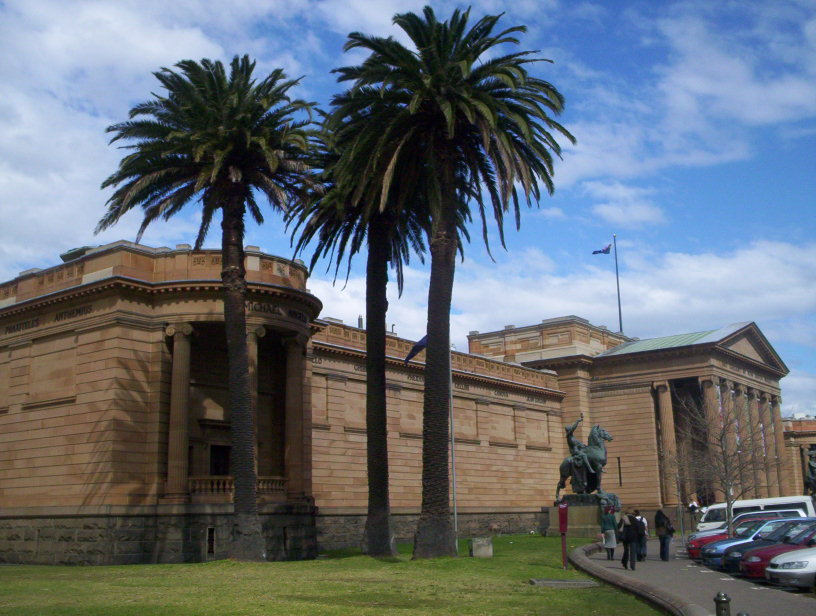
Art Gallery of New South Wales v Sydney

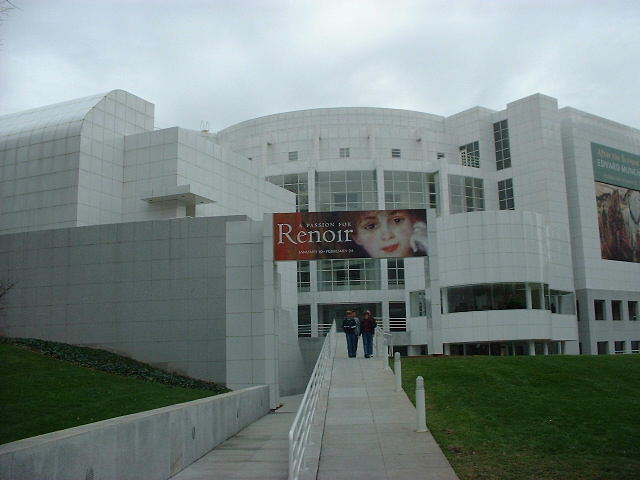
High Museum of Art, Atlanta

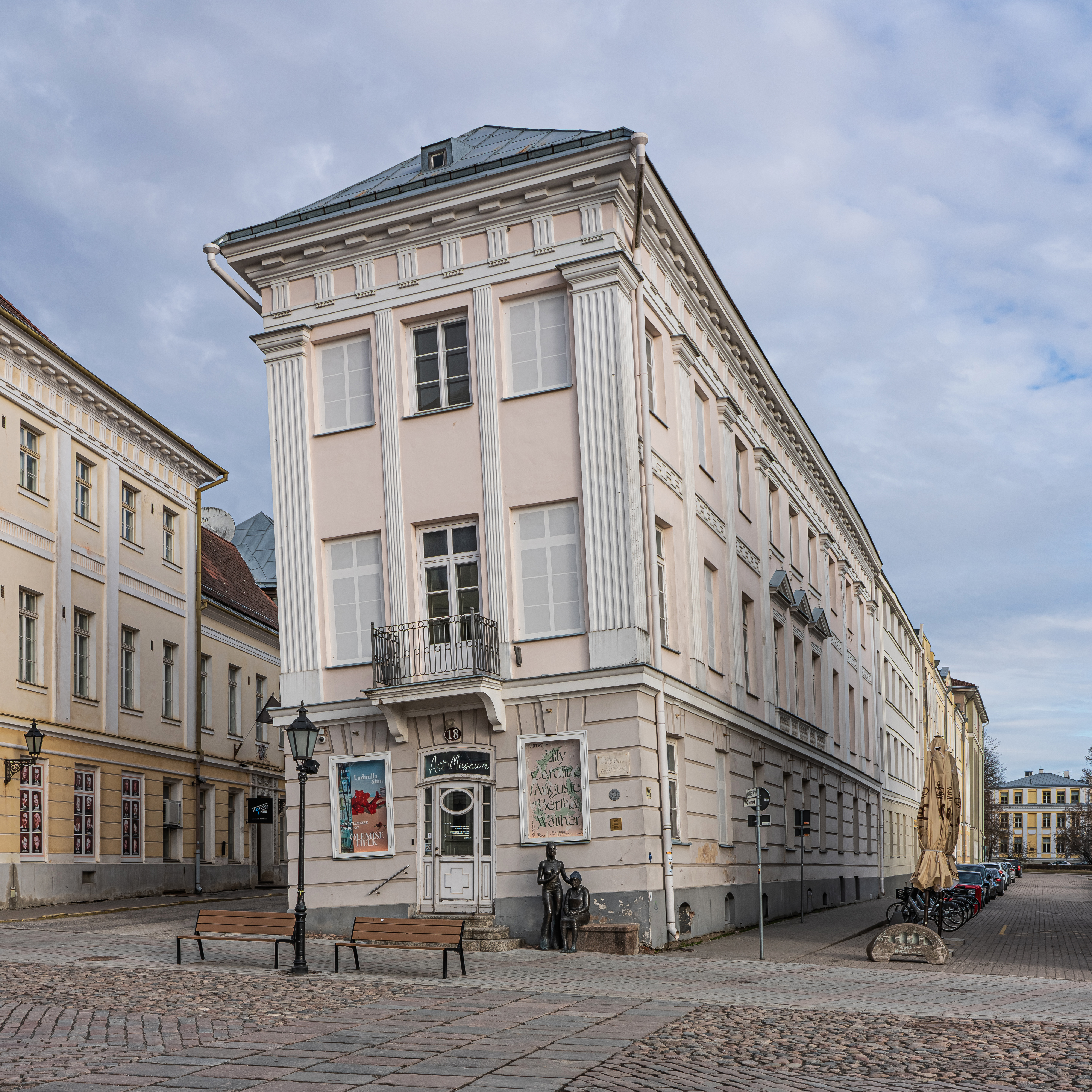
Muzeum umění Tartu v Tartu, Estonsko

### Česká republika

#### Praha
- Národní galerie v Praze
  - Anežský klášter – Sbírka starého umění: Středověké umění v Čechách a střední Evropa 1200–1550
  - Palác Kinských – sbírka grafiky a kresby, výstavní síň
  - Salmovský palác – reinstalace
  - Schwarzenberský palác v Praze – stálá expozice Staří mistři I., otevřena v listopadu 2019
  - Šternberský palác – stálá expozice Staří mistři II., otevřena 11. prosince 2020
  - Veletržní palác – Umění 20. a 21. století
- Uměleckoprůmyslové muzeum v Praze – užité umění a fotografie
- Galerie hlavního města Prahy
- Obrazárna Pražského hradu
- Strahovská obrazárna – obrazy a sochy od 14. do 19. století
- Centrum současného umění DOX – největší výstavní síň současného umění, divadlo, literatura
- Galerie Rudolfinum – výstavy
- Náprstkovo muzeum asijských, afrických a amerických kultur
- Národní muzeum – sbírka soch (Lapidárium, hlavní budova), grafiky a kresby
- Muzeum Kampa

#### Brno
- Dům umění města Brna
  - Dům pánů z Kunštátu
- Diecézní muzeum v Brně
- Fait Gallery
- Galerie Off Format
- Galerie Pitevna
- Kalina Gallery
- Moravská galerie v Brně
  - Pražákův palác
  - Místodržitelský palác
  - Uměleckoprůmyslové muzeum
  - Jurkovičova vila
- Muzeum města Brna

#### Olomouc
- Galerie Caesar
- Galerie města Olomouce
- Muzeum umění Olomouc
- Telegraph Gallery

#### Ostatní
- Contemporary czech art Šumperk
- Galerie Benedikta Rejta v Lounech
- Galerie Felixe Jeneweina města Kutné Hory
- Galerie Františka Drtikola v Příbrami
- Galerie Jiřího Jílka Šumperk
- Galerie Klatovy / Klenová
- Galerie Ludvíka Kuby Poděbrady
- Galerie moderního umění v Hradci Králové
- Galerie moderního umění v Roudnici nad Labem
- Galerie 8smička
- Galerie Středočeského kraje v Kutné Hoře (GASK)
- Galerie výtvarného umění v Hodoníně
- Galerie výtvarného umění v Chebu
- Galerie výtvarného umění v Náchodě
- Galerie výtvarného umění v Ostravě
- Horácká galerie Nové Město na Moravě
- Lidická galerie / Památník Lidice
- Městská galerie Litomyšl
- Městská galerie Vysoké Mýto
- Městské muzeum a galerie Břeclav
- Muzeum umění a designu Benešov
- Oblastní galerie Liberec
- Oblastní galerie Vysočiny v Jihlavě
- Obrazárna zámku Kroměříž
- Severočeská galerie výtvarného umění v Litoměřicích
- Diecézní muzeum v Litoměřicích
- Západočeská galerie v Plzni

### Afrika
- Harare: National Gallery of Zimbabwe
- Johannesburg: MuseuMAfricA, Johannesburg Art Gallery
- Káhira: Egyptian Museum, Museum of Islamic Art, Cairo
- Kapské Město: South African National Gallery

### Asie
- Bagdád: National Museum of Iraq
- Bali: Museum Rudana
- Beijing: Palace Museum
- Dhaka: Zainul Gallery
- Hongkong: Hong Kong Museum of Art
- Jakarta: Indonesian National Gallery
- Nové Dillí: Národní galerie moderního umění, National Museum
- Shanghai: Shanghai Museum
- Tchaj-pej: National Palace Museum
- Tokio: Tokyo National Museum, Národní muzeum západního umění, Tokijské muzeum fotografie

### Evropa
- Amsterdam: Rijksmuseum, van Gogh Museum
- Athény: National Archaeological Museum of Athens, New Acropolis Museum
- Barcelona: Museu Nacional d'Art de Catalunya, Museu Picasso
- Barnard Castle: Bowes Museum
- Bath: Holburne Museum of Art
- Benátky: Gallerie dell'Accademia, Peggy Guggenheim Collection, Ca' Rezzonico, Ca' d'Oro, Ca' Pesaro
- Berlín: Muzejní ostrov (Museumsinsel), Obrazová galerie Berlín (Gemäldegallerie), Nová národní galerie (Neue Nationalgalerie)
- Bilbao: Guggenheimovo museum
- Birmingham: Birmingham Museum & Art Gallery, Barber Institute of Fine Arts
- Bratislava: Slovenská národní galerie, Galéria Slovenského rozhlasu, Galéria 19, White & Weiss Gallery,
- Bristol (UK): Royal West of England Academy, Bristol City Museum and Art Gallery
- Bruggy: Muzeum Groeninge
- Brusel: Královská belgická muzea umění
- Bukurešť: Rumunské národní muzeum umění
- Budapešť: Muzeum výtvarných umění, Muzeum užitého umění
- Cambridge (UK): Fitzwilliam Museum, Kettle's Yard
- Cardiff: Národní muzeum v Cardiffu
- Drážďany: Galerie starých mistrů
- Dublin: Hugh Lane Municipal Gallery, Irish Museum of Modern Art, National Gallery of Ireland
- Edinburgh: National Gallery of Scotland, Scottish National Gallery of Modern Art, Dean Gallery, Scottish National Portrait Gallery
- Figueres: Divadelní muzeum Salvadora Dalího
- Florencie: Galleria degli Uffizi, Accademia di Belle Arti Firenze, Palác Pitti, Bargello, La Specola, Institute and Museum of the History of Science
- Frankfurt: Städelsche Kunstinstitut und Städtische Galerie
- Glasgow: Gallery of Modern Art Glasgow, Kelvingrove Art Gallery and Museum, Burrell Collection, Hunterian Art Gallery
- Istanbul: Istanbulské archeologické museum, Muzeum Pera, Sakıp Sabancı Museum, Great Palace Mosaic Museum, Palác Topkapı, Turkish and Islamic Arts Museum
- Kodaň: Ny Carlsberg Glyptotek, Arken Museum of Modern Art, Statens Museum for Kunst, Thorvaldsens Museum
- Kyjev: Národní umělecké muzeum Ukrajiny
- Leeds: The Royal Armouries Museum, Temple Newsam, Leeds Art Gallery
- Lisabon: Museu Nacional de Arte Antiga, Museu Calouste Gulbenkian
- Liverpool: Walker Art Gallery, Tate Liverpool, Sudley House
- Londýn: Britské muzeum, Geffrye Museum, Churchillovo muzeum a Cabinet War Rooms, Museum of Performance, Muzeum designu, Muzeum Londýna, Victoria and Albert Museum, Courtauld Institute of Art, Dulwich Picture Gallery, Estorick Collection of Modern Italian Art Gilbert Collection, Hayward Gallery, Národní galerie, National Portrait Gallery, Royal Academy of Arts, Saatchi Gallery, Somerset House, Tate Britain, Tate Gallery, Tate Modern, Wallace Collection, Whitechapel Gallery
- Madrid: Museo del Prado, Museo Reina Sofia, Museo Thyssen Bornemisza
- Manchester: Manchester Art Gallery
- Miláno: Castello Sforzesco, Pinacoteca di Brera, Biblioteca Ambrosiana, Museo Poldi Pezzoli
- Moskva: Treťjakovská galerie, Puškinovo muzeum, Kremlin Armoury, Moskevské muzeum moderního umění, Moskevský dům fotografie, Státní historické muzeum
- Mnichov: Alte Pinakothek, Neue Pinakothek, Pinakothek der Moderne
- Neapol: Museo di Capodimonte, Naples National Archaeological Museum, Caserta Palace
- Oslo: Nasjonalgalleriet, Historik Museum, Kunstindustrimuseet, Norsk Arkitekturmuseum (Norská architektura), Teatermuseet (Divadelní muzeum), Museet for Samtidskunst (Muzeum současného umění), Forsvarsmuseet (Vojenské muzeum), Astrup Fearnley Museet (Muzeum poválečného období do současnosti)
- Oxford: Ashmolean Museum, Christ Church Picture Gallery
- Paříž: Musée du Louvre, Musée d'Orsay, Musée Rodin, Centre Pompidou, Musée Picasso, Muzeum Guimet, Musée Marmottan Monet, Musée de Cluny, Musée de l'Orangerie, Musée des Arts Décoratifs, Musée Jacquemart-André, Musée du quai Branly
- Possagno: The Canova Museum
- Řím: Vatikánská muzea, Galleria Borghese, Národní muzeum v Římě, Palazzo Barberini, Kapitolská muzea, Národní etruské muzeum, Doria Pamphilj Gallery, Muzeum římská civilizace
- Roubaix: La Piscine
- Saratov: Radiščevovo muzeum umění
- Syrakusy: archeologické muzeum
- St Ives: Tate St Ives
- Petrohrad: Ermitáž, Ruské muzeum
- Stockholm: Nationalmuseum
- Stuttgart: Staatsgalerie
- Taganrog: Taganrog Museum of Art
- Thun: Kunstmuseum Thun
- Turín: Museo Egizio, Turin City Museum of Ancient Art
- Vídeň: Uměleckohistorické muzeum, Leopold Museum, Albertina, Österreichische Galerie Belvedere, MUMOK, Lichtenštejnské muzeum
- Vaduz: Kunstmuseum Liechtenstein
- Varšava: Centrum současného umění, Národní muzeum
- Zürich: Foundation E. G. Bührle

### Severní Amerika

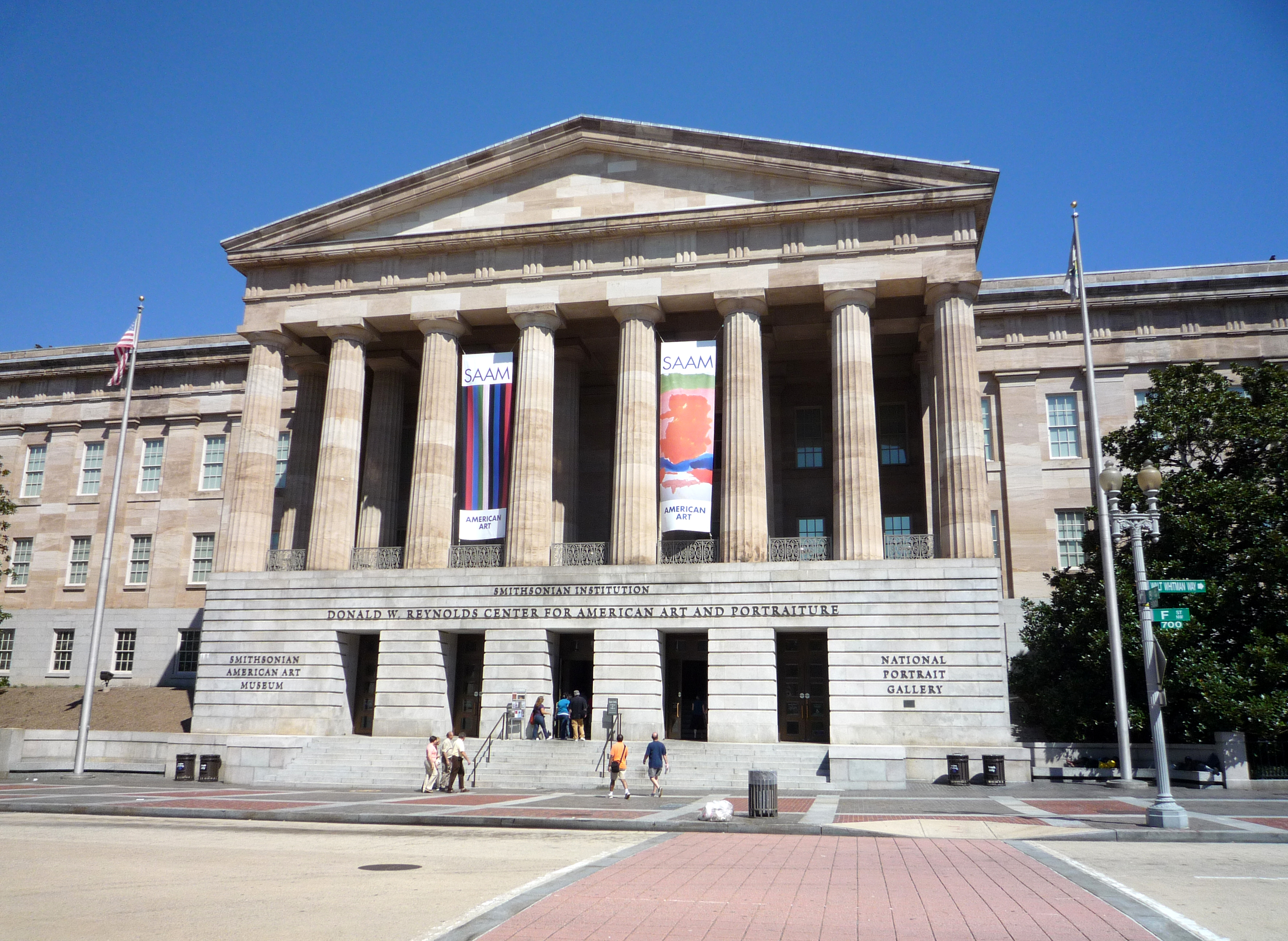
Národní portrétní galerie ve Washingtonu

- Atlanta, Georgie: Michael C. Carlos Museum, High Museum of Art
- Baltimore, Maryland: Baltimore Museum of Art, Walters Art Museum
- Baton Rouge, Louisiana: Shaw Center for the Arts
- Birmingham, Alabama: Birmingham Museum of Art
- Boston, Massachusetts: Museum of Fine Arts (Boston), Isabella Stewart Gardner Museum
- Brunswick, Maine: Bowdoin College Museum of Art
- Buffalo, New York: Albright-Knox Art Gallery
- Cambridge, Massachusetts: Harvard Art Museums
- Charleston, Jižní Karolína: Gibbes Museum of Art
- Charlotte, Severní Karolína: Mint Museum of Art
- Chadds Ford, Pensylvánie: Brandywine River Museum
- Chicago, Illinois: Art Institute of Chicago, Museum of Contemporary Art, Oriental Institute, Terra Museum
- Cincinnati, Ohio: Cincinnati Art Museum
- Cleveland, Ohio: The Cleveland Museum of Art
- Columbia, Jižní Karolína: Columbia Museum of Art
- Columbus, Ohio: Columbus Museum of Art, Wexner Center
- Cooperstown, New York: Fenimore Art Museum
- Dallas, Texas: Dallas Museum of Art, Meadows Museum
- Denver, Colorado: Denver Art Museum
- Des Moines, Iowa: Des Moines Art Center
- Detroit, Michigan: The Detroit Institute of Arts, Cranbrook Art Museum, University of Michigan-Museum of Art
- Fort Collins, Colorado: The Center for Fine Art Photography
- Fort Worth, Texas: Amon Carter Museum, Kimbell Art Museum
- Glens Falls, New York: Hyde Collection
- Grand Rapids, Michigan: Grand Rapids Art Museum
- Greensboro, Severní Karolína: Weatherspoon Art Museum
- Greenville, Delaware: Henry Francis DuPont Winterthur Museum
- Halifax, Nové Skotsko: Art Gallery of Nova Scotia
- Hanover, New Hampshire: Hood Museum of Art
- Hartford, Connecticut: Wadsworth Atheneum
- Houston, Texas: Museum of Fine Arts, Houston, Menil Collection
- Honolulu, Havaj: Honolulu Academy of Arts
- Indianapolis, Indiana: Indianapolis Museum of Art
- Jackson Hole, Wyoming: National Museum of Wildlife Art
- Jacksonville, Florida: Museum of Contemporary Art Jacksonville
- Kansas City, Missouri: Nelson-Atkins Museum of Art, Kemper Museum of Contemporary Art
- Little Rock, Arkansas: Arkansas Arts Center
- Lower Merion, Pensylvánie: Barnes Foundation
- Los Angeles, Kalifornie: J. Paul Getty Museum, Los Angeles County Museum of Art
- Louisville, Kentucky: Speed Art Museum
- Manchester, New Hampshire: Currier Museum of Art
- Memphis, Tennessee: Dixon Gallery and Gardens, Memphis Brooks Museum of Art
- Ciudad de México: Palacio de Bellas Artes
- Oaxaca, Mexiko: Centro Fotográfico Álvarez Bravo
- Miami, Florida: Bass Museum, Frost Art Museum, Lowe Art Museum, Miami Art Museum, Museum of Contemporary Art, Wolfsonian-FIU Museum
- Milwaukee, Wisconsin: Milwaukee Art Museum
- Minneapolis, Minnesota: Minneapolis Institute of Arts, Walker Art Center
- Montgomery, Alabama: Montgomery Museum of Fine Arts
- Montréal: Montreal Museum of Fine Arts
- New Britain, Connecticut: New Britain Museum of American Art
- New Haven, Connecticut: Yale Center for British Art, Yale University Art Gallery
- New Orleans, Louisiana: Ogden Museum of Southern Art, New Orleans Museum of Art
- New York: Guggenheimovo muzeum, Metropolitan Museum of Art, Museum of Modern Art (MoMA), Whitney Museum of American Art, Brooklyn Museum, Frick Museum, The Morgan Library & Museum, The Cloisters, Dahesh Museum, Asia Society, Neue Galerie, Hispanic Society of America, Museum of the City of New York, Cooper-Hewitt Museum, New Museum of Contemporary Art, Rubin Museum of Art, P.S.1 Contemporary Art Center, Jacques Marchais Museum of Tibetan Art
- North Adams, Massachusetts: Massachusetts Museum of Contemporary Art
- Norfolk, Virginie: Chrysler Museum of Art
- Oberlin, Ohio: Allen Memorial Art Museum
- Omaha, Nebraska: Joslyn Art Museum
- Ottawa: National Gallery of Canada
- Pasadena, Kalifornie: Norton Simon Museum
- Filadelfie, Pensylvánie: Philadelphia Museum of Art, Barnes Foundation, Rodin Museum
- Phoenix, Arizona: Phoenix Art Museum
- Pittsburgh, Pensylvánie: Carnegie Museum of Art, Andy Warhol Museum
- Ponce, Portoriko: Ponce Museum of Art
- Portland, Oregon: Portland Art Museum
- Princeton, New Jersey: Princeton University Art Museum
- Providence, Rhode Island: Rhode Island School of Design Museum
- Raleigh, Severní Karolína: North Carolina Museum of Art
- Richmond, Virginie: Virginia Museum of Fine Arts
- Rockland, Maine: Farnsworth Art Museum
- Salem, Massachusetts: Peabody Essex Museum
- San Antonio, Texas: Artpace, Blue Star Contemporary Art Center, McNay Art Museum, San Antonio Museum of Art
- San Francisco, Kalifornie: Sanfranciské muzeum moderního umění, California Palace of the Legion of Honor, De Youngovo muzeum
- San Marino, Kalifornie: Huntington Library, Art Collections and Botanical Gardens
- Sarasota, Florida: Ringling Museum of Art
- Savannah, Georgie: Telfair Museum of Art
- Seattle, Washington: Seattleské muzeum umění, Seattleské muzeum asijského umění
- Shelburne, Vermont: Shelburne Museum
- St. Louis, Missouri: Saint Louis Art Museum
- Toronto: Art Gallery of Ontario
- Toledo, Ohio: Toledo Museum of Art
- Washington, D.C.: National Gallery of Art, Hirshhorn Museum and Sculpture Garden, National Museum of Women in the Arts, Phillips Collection, Dumbarton Oaks, Smithsonian American Art Museum, Corcoran Gallery of Art, Národní portrétní galerie ve Washingtonu
- West Palm Beach, Florida: Norton Museum of Art
- Williamstown, Massachusetts: Clark Art Institute, Williams College Museum of Art
- Wilmington, Delaware: Delaware Art Museum
- Winnipeg: Winnipeg Art Gallery
- Worcester, Massachusetts: Worcester Art Museum

### Oceánie
- Brisbane: Queensland Art Gallery (QAG) and the Gallery of Modern Art (GoMA)
- Canberra: National Gallery of Australia
- Mangaweka :  Nový Zéland
- Melbourne: National Gallery of Victoria
- Nelson: World of wearable art Museum
- Sydney: Art Gallery of New South Wales
- Wellington: Museum of New Zealand Te Papa Tongarewa

### Latinská Amerika
- Buenos Aires: Museo Nacional de Bellas Artes
- Havana: Museo Nacional de Bellas Artes
- Mexico City: Palacio de Bellas Artes
- Rio de Janeiro: Museu Nacional de Belas Artes
- Santiago de Chile: Museo Nacional de Bellas Artes
- São Paulo: São Paulo Museum of Art

## Muzea a galerie se zaměřením na fotografii

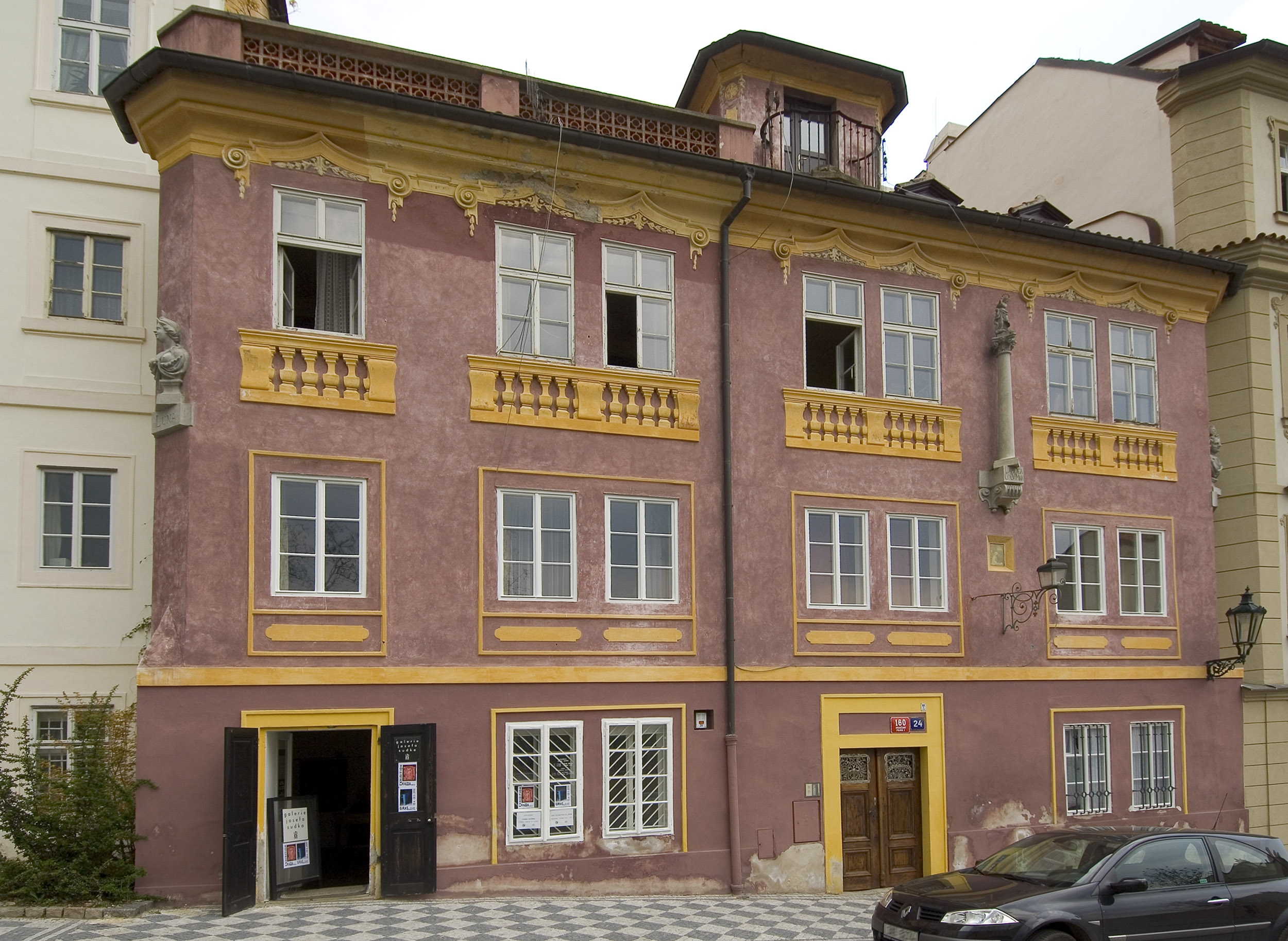
Galerie Josefa Sudka v Praze

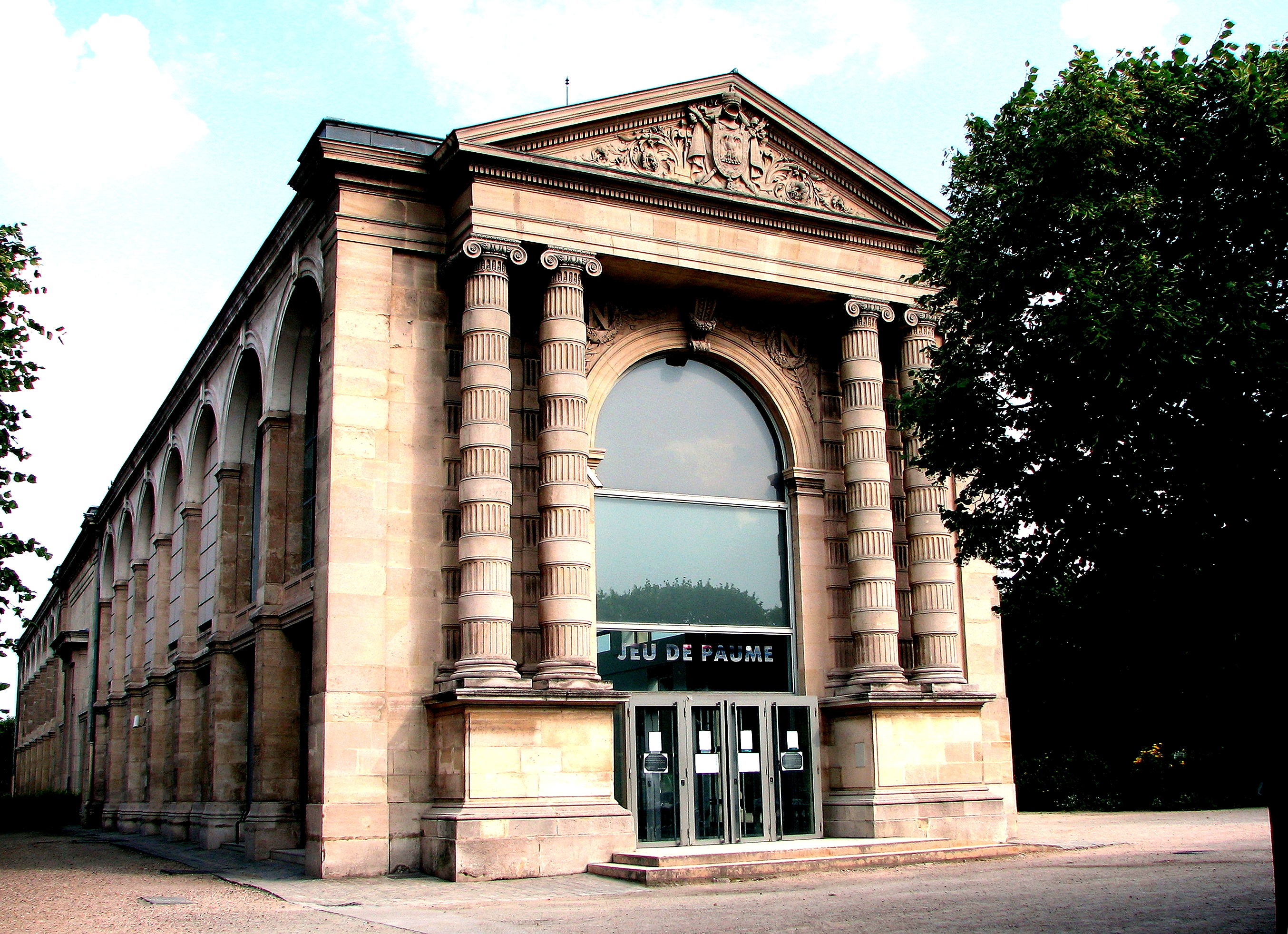
Galerie nationale du Jeu de Paume

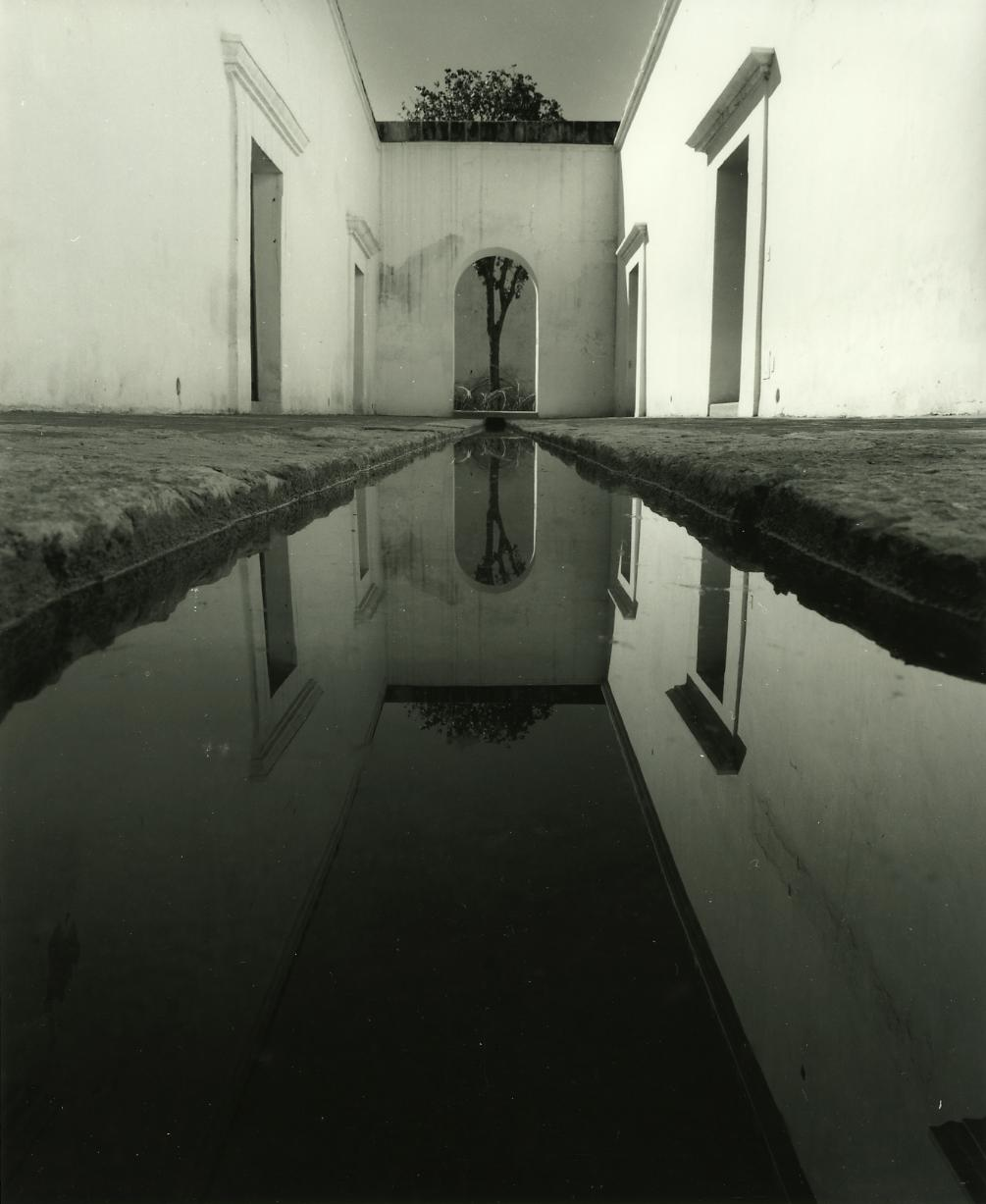
Centro Fotográfico Álvarez Bravo

### Česká republika
Praha
- Leica Gallery Prague
- Galerie Langhans
- Galerie Josefa Sudka
- Ateliér Josefa Sudka
- Centrum současného umění DOX (vybrané výstavy)
- Galerie Rudolfinum (vybrané výstavy)
- Pražský dům fotografie (GHMP)

Benešov
- Muzeum umění a designu Benešov

Český Krumlov
- Muzeum Fotoateliér Seidel

#### Cheb
- Galerie 4

### Rusko
Moskva
- Moskevský dům fotografie

Jekatěrinburg
- Muzeum fotografie „Dům Metenkova“

### Francie
Paříž
- Centre national de la photographie
- Centre Georges Pompidou
- Centre Culturel Suisse
- Centre Culturel Canadien
- Le Cube
- Galerie nationale du Jeu de Paume (česky Národní galerie Míčovna)
- Goethe-Institut
- Grand Palais
- Hôtel de ville de Paris
- Maison européenne de la photographie
- Musée d'art et d'histoire du judaïsme
- Musée d'art moderne de la ville de Paris
- Palais de Tokyo
- Musée d'art contemporain du Val-de-Marne
- Orangerie du Luxembourg
- Pavillon de l'Arsenal

Chalon-sur-Saône, departement Saône-et-Loire
- Musée Nicéphore-Niépce (česky Muzeum Nicéphora Niépceho)

Lectoure
- Centre de Photographie de Lectoure

Lyon
- Le Rectangle – Centre d’art de la Ville de Lyon
- Musée d’Art Contemporaine de Lyon
- Musée des Beaux-Arts

Metz
- École des Beaux Arts de Metz
- FRAC de Lorraine

Nantes
- Musée des Beaux-Arts

Nice
- CNAC / Villa Arson
- Musée d’Art Moderne et d’Art Contemporain de la ville de Nice

Saint-Etienne
- Musée d’Art Moderne – La Terrasse

Sète
- Centre Régional d’Art Contemporain Languedoc-Roussillon

Strasbourg
- Musée des Beaux-Arts
- Musée d’Art Moderne et Contemporain

Toulouse
- Galerie Municipale du Château d’Eau

Villeneuve d'Ascq
- Musée d’Art Moderne – Lille Métropole

Vitry-sur-Seine
- Musée d’Art Contemporain

### Švýcarsko
- Musée suisse de l'appareil photographique (Švýcarské muzeum fotoaparátů)
- Musée de l'Élysée

### Norsko
- Fotogalleriet

### Řecko
- Muzeum fotografie v Soluni

### USA
Rochester, stát New York
- George Eastman House

Univerzita v Arizoně v Tucsonu
- Center for Creative Photography

### Mexiko
Ciudad de México
- Palacio de Bellas Artes

Oaxaca, Mexiko
- Centro Fotográfico Álvarez Bravo

### Japonsko
Tokio
- Tokijské muzeum fotografie

## Galerie současného umění

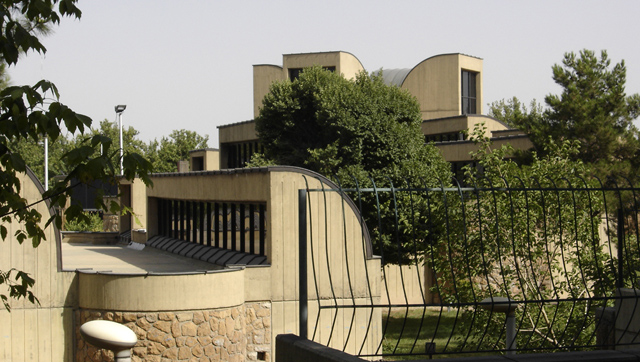
Tehran Museum of Contemporary Art je založeno na perských elementech jako jsou například badgíry. Design odkazuje na práci Frank Lloyd Wrighta

- Bombaj: The Arts Trust – Institute of Contemporary Indian Art
- Delhi: Art Alive Gallery – Contemporary Indian Art Gallery
- Londýn: Saatchi Gallery, Victoria Miro Gallery, Alwin Gallery
- Los Angeles: Paragon Fine Art[5]
- Madrid: Museo de Arte Contemporáneo, Thyssen-Bornemisza Museum
- Mexico City: Galería OMR
- Miami: Art Basel Miami Beach, Romero Britto Gallery, Virgina Miller Galleries
- Minneapolis: Walker Art Center
- New York: Bodley Gallery, Gagosian Gallery, Park Place Gallery, Zach Feuer Gallery
- Paříž: Daniel Templon, Emmanuel Perrotin, Yvon Lambert
- São Paulo: Museum of Contemporary Art of the University of São Paulo
- Tampa: Contemporary Art Museum
- Teherán: Tehran Museum of Contemporary Art
- Tel Aviv: Raw Art Gallery
- Tokio: Itsutsuji Gallery
- Toronto: Peak Gallery
- Valencie: Institut Valencià d'Art Modern (IVAM)
- Waterloo: The Canadian Clay and Glass Gallery

## Online galerie a muzea(anglicky)
- Mezinárodní galerie umění[6] – obrazy, sochy, fotografie, archytektura, airbrush, tetování gobelíny...

### Muzea, knihovny a instituce se zaměřením na malby a sochy
- Boston Museum of Fine Arts, 330 000 děl s obrázky.[7]
- Fine Art Museums of San Francisco, více než 85 000 děl.
- Five College Museums/Historic Deerfield, více než 60000 děl.
- Harvard Art Museums, více než 81 000 děl.[8]
- Louvre, více než 80 000 děl v různých databázích se 140 000 obrázky a kresbami.[9]
- National Gallery of Art, více než 108000 katalogizovaných děl, cca 6 000 obrázků.[10]
- Databáze francouzských muzeí – Joconde[11]

### Muzea, knihovny a instituce se zaměřením na fotografie
- Agfa-Photo-Historama
- Brooklynské muzeum
- Center for Creative Photography v campusu univerzity v Arizoně v Tucsonu.
- Centre national de la photographie
- Centro Fotográfico Álvarez Bravo
- Centrum současného umění DOX
- George Eastman House
- Galerie 291
- Galerie Josefa Sudka
- Galerie nationale du Jeu de Paume
- Grafický kabinet Drážďany
- Hôtel de Sully
- Institut umění v Chicagu
- Library of Congress, tisky (C19) a fotografické sbírky (cca miliony kusů).[12]
- Lacock Abbey
- Maison européenne de la photographie
- Moskevský dům fotografie
- Musée de l'Élysée
- Musée Nicéphore-Niépce
- Musée suisse de l'appareil photographique
- Museum of Contemporary Art
- Muzeum Fotoateliér Seidel
- Muzeum J. Paula Gettyho
- Muzeum Ludwigových
- Muzeum moderního umění
- Muzeum umění a designu Benešov
- Muzeum umění ve Filadelfii
- Muzeum výtvarného umění (Boston)
- Národní galerie ve Washingtonu
- Národní portrétní galerie (Washington)
- National Media Museum
- Newyorská škola fotografie
- Smithsonův institut
- Spolkový archiv
- Victoria and Albert Museum